# Бабенко, Олег Иванович
Олег Иванович Бабенко (укр. Олег Іванович Бабенко; 3 ноября 1969, Луганск, Украинская ССР, СССР) — советский и украинский футболист, ныне тренер в детско-юношеской футбольной школе луганской «Зари».

## Биография
Воспитанник СДЮШОР «Заря» Луганск. Первый тренер — О. Г. Пилипенко. Профессиональную карьеру начинал в «Шахтёре» Горловка в 1987 году. В 1989 году играл за махачкалинское «Динамо». В следующем сезоне перешёл в «Торпедо» Таганрог. В 1991 году выступал за ростовский СКА. После распада СССР перешёл в северодонецкий «Химик», за который играл на протяжении 7 лет за исключением начала сезона 1992/1993, когда выступал за «Таврию» Херсон. В сезоне 1998/1999 играл за «Полесье». После чего выступал за различные любительские клубы. В сезоне 2002/2003 играл за «Зарю». В 2003 году в составе северодонецкой «Молнии» стал чемпионом Украины среди любительских команд. После завершения игровой карьеры стал работать тренером в детско-юношеской футбольной школе «Зари».